# Ballycowan Castle
Ballycowan Castle (irisch Caisleán Bhaile Mhic Comhainn) ist die Ruine einer Niederungsburg 4 km westlich von Tullamore im irischen County Offaly.

## Geschichte
Thomas Morres ließ 1589 an Stelle einer 1557 abgebrannten O’Molloy-Burg oder eines Tower House namens Baile Mhic Abhainn ein festes Haus errichten.
Den angrenzenden Turm ließen Sir Jasper Herbert und seine Gattin, Lady Jane Finglas, 1626 auf einem Grundstück erbauen, das sie während der Plantation erhalten hatten.
In der Zeit Oliver Cromwells wurde der südliche Teil der Burg von einem 90 Meter entfernten Hügel aus gesprengt. Die Ländereien der Burg wurden 1666 konfisziert und an den Earl of Mountrath verlehnt.